# هارولد جونسون (صحفي)
هارولد جونسون (بالإنجليزية: Harold Johnson)‏ هو صحفي أمريكي، ولد في عقد 1940.